# スペンサー・ウィギンス
スペンサー・ウィギンス (Spencer Wiggins, 1942年1月8日 - 2023年2月13日)は、米国テネシー州メンフィス生まれのソウル歌手。ジェイムス・カーやオベイションズは、レーベル・メイトだった。

## 来歴
両親とも歌手であり、弟のパーシーも「Book of Memories (Atco 6479)」のヒット曲で知られた歌手である。スペンサーが高校生だった頃には、兄弟でゴスペル・グループ、ニュー・ライヴァル・ゴスペル・シンガーズを結成し活動。卒業後、メンフィスのクラブで歌っていたところを、ゴールドワックス・レコードのオーナーのクイントン・クランチの目に留まり、同レーベルと契約。1965年に傘下のバンドスタンドUSA・レーベルよりシングルLover's Crime / What Do You Think About My Babyをリリースし、レコード・デビューを果たす。2枚目以降はゴールドワックスからのリリースとなった。同レーベルでは、7枚のシングルをリリースするものの、ヒットに恵まれなかった。
1969年には、ウィギンスはフェイム・レーベルに移籍したが、ここでも僅かシングル2枚がリリースされただけで、成功を掴むことは出来なかった。1973年にはヒットがでないことに嫌気が差し、住みなれたメンフィスをあとにしてフロリダに転居している。
一時は歌手を断念したが、70年代中ごろからゴスペル・シンガーとして活動するようになった。70年代以降レコーディングがなかった彼だが、1999年には、久々に新たに録音したゴスペルのカセットをリリース。続いて2003年には、同じくゴスペルのアルバムを発表し健在ぶりを示した。2006年には、英国のケント・レコードよりゴールドワックス時代レコーディングがCD化され話題となっている。
2017年4月、弟パーシー、ハイ・リズム・セクションのチャールズ・ホッジズ、リロイ・ホッジズらとともに初来日。ビルボードライブ東京にて2日間に渡って公演を行った。
2023年2月13日死去。81歳だった

## ディスコグラフィー

### シングル
- 1965年 Lover's Crime / What Do You Think About My Baby (Bandstand USA 1004)
- 1966年 Take Me (Just As I Am) / The Kind of Woman That's Got No Heart (Goldwax 308)
- 1966年 Old Friend (You Asked Me If I Miss Her) / Walking Out on You (Goldwax 312)
- 1967年 Uptight Good Woman / Anything You Do Is Alright (Goldwax 321)
- 1967年 Lonely Man / The Power of a Woman (Goldwax 330)
- 1968年 That's How Much I Love You / A Poor Man's Son (Goldwax 333)
- 1968年 Once in a While (Is Better Than Never at All) / He's Too Old (Goldwax 337)
- 1969年 I Never Loved a Woman / Soul City USA (Goldwax 339)
- 1969年 Love Machine / Love Me Tonight (Fame 1463)
- 1970年 Double Lovin / I'd Rather Go Blind (Fame 1470)
- 1970年 I Can't Be Satisfied / Take Time to Love Your Woman (Sounds of Memphis 716)

### アルバム
- 1977年 Soul City U.S.A. (Vivid Sound VG-3003)
- 1999年 Jump for Jesus (6曲入りカセット)
- 2003年 Key to the Kingdom (Tavette 69626)
- 2006年 The Goldwax Years (Kent CDKEND 262)
- 2010年 Feed The Flame: The Fame And XL Recordings (Kent CDKEND 340)[4]